# Енслі Карґілл
Енслі Карґілл (англ. Ansley Cargill; нар. 5 січня 1982) — колишня американська тенісистка.
Найвищу одиночну позицію світового рейтингу — 90 місце досягла 5 травня 2003, парну — 67 місце — 13 вересня 2004 року.
Здобула 4 одиночні та 4 парні титули туру ITF.
Найвищим досягненням на турнірах Великого шолома було 3 коло в парному розряді.
Завершила кар'єру 2006 року.

## Фінали турнірів WTA

### Парний розряд: 1 (1 поразка)
| Легенда                 |
| ----------------------- |
| Турніри Великого шолома |
| Tier I (0–0)            |
| Tier II (0–0)           |
| Tier III (0–1)          |
| Tier IV & V (0–0)       |

| Результат | Ранг | Дата            | Турнір     | Покриття | Партнерка      | Суперниці                         | Рахунок       |
| --------- | ---- | --------------- | ---------- | -------- | -------------- | --------------------------------- | ------------- |
| Поразка   | 1.   | 29 вересня 2003 | Japan Open | Тверде   | Ешлі Гарклроуд | Марія Шарапова Тамарін Танасугарн | 6–7(1–7), 0–6 |